# Festival de la Cançó d'Eurovisió 1976
El XXI Festival de la Cançó d'Eurovisió va tenir lloc el 3 d'abril de 1976 a La Haia. La presentadora va ser Corry Brokken, mentre que la victòria va ser per al tema britànic "Save your Kisses for Me".
Les normes de l'orquestra van canviar aquell any. Per primera vegada, la reproducció pregrabada d'instrumentals es va permetre si certs passatges de la música no podien ser reproduïts per l'orquestra en viu. La majoria dels països van decidir cantar en anglès amb l'esperança que poguessin obtenir una millor posició.
El Regne Unit, que va sortir el primer a l'escenari, va aconseguir guanyar de la mateixa manera que els Països Baixos l'any anterior. La guanyadora britànica "Save your Kisses for Me" es va convertir en un gran èxit i va arribar a una gran quantitat de registres de vendes. El single va vendre sis milions d'exemplars, per la qual cosa va esdevenir el tema guanyador d'Eurovisió més venut mai.

## Resultats

Països participants.
Països que hi van participar al passat però no el 1976.

El Regne Unit va començar les votacions i el seu 12 va ser per a Suïssa; però ja des de la segona votació, França va agafar avantatge, encara que el Regne Unit no va quedar en cap moment fora de joc. Una vegada acabada la primera meitat, el Regne Unit va avançar a França, que va quedar cada vegada més lluny dels britànics. Finalment, arribats en l'última votació, el Regne Unit ja havia guanyat.
| #  | País i TV                           | Intèrpret(s)           | Cançó                                               | Traducció                          | Idioma        | Lloc    | Punts   |
| -- | ----------------------------------- | ---------------------- | --------------------------------------------------- | ---------------------------------- | ------------- | ------- | ------- |
| 01 | Regne Unit · BBC                    | Brotherhood of Man     | Save Your Kisses for Me                             | Guarda els teus petons per a mi    | Anglès        | 1       | 164     |
| 02 | Suïssa · SSR SRG                    | Peter, Sue & Marc      | Djambo, Djambo                                      | -                                  | Anglès        | 4       | 91      |
| 03 | Alemanya Occidental · ARD           | Els Humphries Singers  | Sing, Sang, Song                                    | -                                  | Alemany       | 15      | 12      |
| 04 | Israel · IBA                        | Chocolate Menta Mastik | Emor Shalom                                         | Digues hola                        | Hebreu        | 6       | 77      |
| 05 | Luxemburg · CLT                     | Jürgen Marcus          | Chansons pour ceux qui s'aiment                     | Cançons per als quals s'estimen    | Francès       | 14      | 17      |
| 06 | Bèlgica · RTB                       | Pierre Rapsat          | Judy et cie                                         | Judy i cia                         | Francès       | 8       | 68      |
| 07 | Irlanda · RTÉ                       | Xarxa Hurley           | When?                                               | Quan?                              | Anglès        | 10      | 54      |
| 08 | Països Baixos · NOS                 | Sandra Reemer          | The Party's Over                                    | La festa va acabar                 | Anglès        | 9       | 56      |
| 09 | Noruega · NRK                       | Anne-Karine Strøm      | Mata Hari                                           | -                                  | Anglès        | 18      | 7       |
| 10 | Grècia ERT                          | Mariza Koch            | Panayia Mou, Panayia Mou                            | Mare de Déu meva, Mare de Déu meva | Grec          | 13      | 20      |
| 11 | Finlàndia · YLE                     | Fredi & Ystävät        | Pump-pump                                           | -                                  | Anglès        | 11      | 44      |
| 12 | Espanya · TVE                       | Braulio                | Sobran las palabras                                 | Sobren les paraules                | Castellà      | 16      | 11      |
| 13 | Itàlia · RAI                        | Al Bano & Romina Power | Noi El Rivivremo di Nuovo (We'll live it all again) | Nosaltres ho reviurem de nou       | Italià/Anglès | 7       | 69      |
| 14 | Àustria · Österreichischer Rundfunk | Waterloo & Robinson    | My Little World                                     | El meu petit món                   | Anglès        | 5       | 80      |
| 15 | Portugal · RTP                      | Carlos do Carmo        | Uma flor de verde pinho                             | Una flor de verd pi                | Portuguès     | 12      | 24      |
| 16 | Mònaco · TMC                        | Mary Cristy            | Toi, la musique et moi                              | Tu, la música i jo                 | Francès       | 3       | 93      |
| 17 | França · TF1                        | Cathérine Ferri        | Un, deux, trois                                     | U, dos, tres                       | Francès       | 2       | 147     |
| 18 | Iugoslàvia · JRT                    | Ambasadori             | Ne mogu skriti svoju bol                            | No puc ocultar el meu dolor        | Bosnià        | 17      | 10      |
| 19 | Liechtenstein · 1 FLTV              | Biggi Bachmann         | My little cowboy                                    | El meu petit vaquer                | Anglès        | Retirat | Retirat |

## Taula de vots
|                                     |               | Resultats           |        |           |         |         |               |         |    |           |         |        |         |          |        |        |            |    |    |
| Regne Unit                          | Suïssa        | Alemanya Occidental | Israel | Luxemburg | Bèlgica | Irlanda | Països Baixos | Noruega |    | Finlàndia | Espanya | Itàlia | Àustria | Portugal | Mònaco | França | Iugoslàvia |    |    |
| Participants                        | Regne Unit    |                     | 12     | 8         | 12      | 8       | 12            | 3       | 10 | 12        | 12      | 10     | 12      | 4        | 10     | 12     | 10         | 7  | 10 |
| Participants                        | Suïssa        | 12                  |        | 5         | 4       | 1       | 7             | 1       | 6  | 10        | 2       | 7      | 4       | 0        | 8      | 7      | 4          | 6  | 7  |
| Participants                        | Alemanya      | 0                   | 2      |           | 0       | 2       | 1             | 0       | 0  | 0         | 0       | 0      | 2       | 0        | 0      | 0      | 0          | 2  | 3  |
| Participants                        | Israel        | 6                   | 7      | 3         |         | 7       | 5             | 4       | 2  | 7         | 0       | 8      | 1       | 10       | 6      | 2      | 1          | 0  | 8  |
| Participants                        | Luxemburg     | 0                   | 0      | 0         | 0       |         | 6             | 6       | 5  | 0         | 0       | 0      | 0       | 0        | 0      | 0      | 0          | 0  | 0  |
| Participants                        | Bèlgica       | 7                   | 6      | 0         | 1       | 0       |               | 0       | 4  | 6         | 0       | 12     | 0       | 8        | 3      | 8      | 8          | 5  | 0  |
| Participants                        | Irlanda       | 10                  | 0      | 1         | 3       | 3       | 0             |         | 0  | 0         | 8       | 0      | 5       | 12       | 2      | 0      | 6          | 3  | 1  |
| Participants                        | Països Baixos | 0                   | 4      | 4         | 8       | 4       | 4             | 2       |    | 1         | 7       | 0      | 3       | 2        | 4      | 6      | 2          | 0  | 5  |
| Participants                        | Noruega       | 0                   | 0      | 0         | 0       | 0       | 0             | 0       | 3  |           | 0       | 0      | 0       | 0        | 0      | 4      | 0          | 0  | 0  |
| Participants                        | Grècia        | 0                   | 0      | 0         | 0       | 0       | 2             | 0       | 0  | 0         |         | 4      | 0       | 5        | 0      | 1      | 0          | 8  | 0  |
| Participants                        | Finlàndia     | 2                   | 0      | 6         | 6       | 0       | 0             | 5       | 1  | 4         | 0       |        | 6       | 0        | 7      | 0      | 7          | 0  | 0  |
| Participants                        | Espanya       | 3                   | 0      | 0         | 0       | 0       | 0             | 0       | 0  | 0         | 1       | 0      |         | 3        | 0      | 0      | 3          | 1  | 0  |
| Participants                        | Itàlia        | 1                   | 8      | 0         | 2       | 0       | 0             | 12      | 0  | 3         | 10      | 6      | 0       |          | 1      | 10     | 0          | 10 | 6  |
| Participants                        | Àustria       | 4                   | 3      | 10        | 10      | 5       | 3             | 10      | 7  | 2         | 6       | 5      | 8       | 0        |        | 0      | 5          | 0  | 2  |
| Participants                        | Portugal      | 0                   | 0      | 0         | 0       | 6       | 0             | 0       | 0  | 0         | 4       | 1      | 0       | 1        | 0      |        | 0          | 12 | 0  |
| Participants                        | Mònaco        | 5                   | 5      | 7         | 7       | 12      | 8             | 8       | 8  | 5         | 0       | 2      | 7       | 7        | 5      | 3      |            | 0  | 4  |
| Participants                        | França        | 8                   | 10     | 12        | 5       | 10      | 10            | 7       | 12 | 8         | 5       | 3      | 10      | 6        | 12     | 5      | 12         |    | 12 |
| Participants                        | Iugoslàvia    | 0                   | 1      | 2         | 0       | 0       | 0             | 0       | 0  | 0         | 3       | 0      | 0       | 0        | 0      | 0      | 0          | 4  |    |
| LA TAULA ESTÀ ORDENADA PER APARICIÓ |               |                     |        |           |         |         |               |         |    |           |         |        |         |          |        |        |            |    |    |

### Màximes puntuacions
Després de la votació, els països que van rebre 12 punts (màxima puntuació que podia atorgar el jurat) van ser:
| Núm. | A          | De                                                          |
| ---- | ---------- | ----------------------------------------------------------- |
| 7    | Regne Unit | Suïssa, Israel, Bèlgica, Noruega, Grècia, Espanya, Portugal |
| 5    | França     | Alemanya, Països Baixos, Àustria, Mònaco, Iugoslàvia        |
| 1    | Suïssa     | Regne Unit                                                  |
| 1    | Bèlgica    | Finlàndia                                                   |
| 1    | Irlanda    | Itàlia                                                      |
| 1    | Itàlia     | Irlanda                                                     |
| 1    | Portugal   | França                                                      |
| 1    | Mònaco     | Luxemburg                                                   |